# Pombo
Pour les articles homonymes, voir Pombo (homonymie).
Le pombo, « lutte lusitanienne », ou « combat total portugais », est un art martial et un sport de lutte portugais, mêlant frappes, clés, lutte, lutte au sol, etc. Cet art martial portugais, mélange de combat libre et de self-défense, est actuellement pratiqué au Portugal et à l'étranger. Remarquablement complet, il serait issu d'un brassage entre les techniques de lutte amenées par les différentes vagues de migration et d'envahisseurs ayant composé le peuple portugais, avec de très fortes influences berbères.
Présentant un pendant ésotérique très fort, le pombo est organisé suivant une structure et des hiérarchies complexes, avec trois courants spirituels, le Père (o Pai), la Mère (a Mãe) et le Fils (o Filho). Le pombo aurait, d'après ses pratiquants et ses dirigeants actuels, des origines pré-romaines. Cependant, il n'existe pas de référents oraux dans les traditions populaires et de documents d'archives attestant son existence avant la période contemporaine. Et des doutes très sérieux existent sur ses origines anciennes, et sur la continuité et l'enrichissement plurimillénaire de ses pratiques de combat,.
S'il s'appuie sur un ensemble de techniques anciennes, le plus probable est que le pombo, tel qu'il existe actuellement, soit un sport de combat de conception récente, s'efforçant de faire la synthèse de tous les sports de combat ayant trait aux cultures ayant influencé et contribué à faire naître la culture portugaise. L'histoire officielle du pombo, présentée par les instances actuelles de la discipline, serait donc en partie une création artificielle destinée à donner une forme d'assise historique et mythologique à leur discipline, afin d'en faciliter la promotion. Elle est cependant révélatrice de l'ambition considérable, en termes culturels et techniques, de cet art martial contemporain, proche des arts martiaux mixtes actuels.
On considère aujourd'hui que le pombo portugais a des caractéristiques très proches des arts martiaux tunisiens, notamment du grech (ou mousaraa), et de la lutte canarienne.

## Histoire supposée et organisation

### Origines de laLuta lusitana
Les premières techniques de lutte, dont serait issu le pombo, auraient été introduites en Lusitanie par les Ibères, lors de leur implantation dans la péninsule Ibérique. Entre 4500 et 2500 av. J.-C., les Berbères installés en Afrique du Nord diffusent leurs méthodes de combats au corps à corps en Algérie, au Maroc et aux îles Canaries. Arrivés après eux, les Carthaginois les apprennent et les intègrent à leur civilisation, avant de basculer vers la péninsule Ibérique après la première guerre punique. Les chefs Barcides d'Espagne de la deuxième guerre punique, Hannibal Barca ou Hamilcar Barca, sont des spécialistes reconnus dans la maîtrise des armes ou du combat à mains nues. Étant très influents et appréciés de leurs troupes, leurs 
techniques sont sans doute enseignées ou reproduites par leurs mercenaires lusitaniens, qui les diffusent à leur retour au sein de leurs tribus.

### Les apports romains et la naissance du courant spirituel duPère
Lors de l'invasion romaine, en 139 av. J.-C., le chef de guerre Viriathe organise la résistance des tribus lusitaniennes contre les légions romaines. Les pratiquants actuels du pombo le considèrent comme le père de la Luta Lusitana, leur premier Patriarche, et font remonter la première "Tour-École" à son époque. En fait, Viriathe ne fait probablement qu'utiliser et systématiser dans un contexte de guerilla les techniques léguées par les Ibères et les Puniques. Après lui, les Romains, grands pratiquants de lutte gréco-romaine, occupent et romanisent le pays jusqu'à la chute de l'Empire d'Occident, ajoutant leur influence aux techniques de combat locales. Des Lusitaniens et des Celtibères sont conduits dans les camps d’entraînement romains pour devenir des gladiateurs, et intègrent des stratégies nouvelles pour survivre. Apparaît alors le second courant technique dans la Luta Lusitana, la Luta dos Campos, considérée aujourd'hui comme la seconde "Tour-École", qui donne naissance au courant spirituel du Père.

### Apports arabo-berbères, laReconquistaet les influences orientales
Deux siècles après la chute de l'Empire d'Occident, l'invasion et l'occupation arabo-berbères, de 711 à 1249, renouvellent et renforcent l'influence des techniques berbères diffusées dans l'Antiquité par les carthaginois, enrichissant et stabilisant techniques de combat autochtones. Les occupants Maures ont une influence considérable sur les Lusitaniens, apportant une dimension plus spirituelle à leurs pratiques. Un schisme apparaît alors au sein des Écoles existantes. La coexistence avec les Musulmans donnent naissance à la troisième "Tour-École", et introduit la maîtrise de la dague (les couteaux), armes fétiches des Pombistes. Reliquat de cette influence berbère commune déterminante, on considère aujourd'hui que le pombo portugais a des caractéristiques très proches des arts martiaux tunisiens, notamment du grech (ou mousaraa), et de la lutte canarienne.
En 1139, dans le cadre de la Reconquista, le comté de Portucalense prend son indépendance du Royaume de Léon sous l'égide de Dom Alfonso Henriques, acclamé Roi de Portugal à la bataille d'Ourique.
Les techniques de lutte médiévales utilisées par les troupes chrétiennes lors de cette bataille, fondatrice de l'indépendance du Portugal, établissent la quatrième "Tour-École" de Luta Lusitana. Deux siècles plus tard, l'expansion maritime portugaise, initiée dans le prolongement de la Reconquista, affine les techniques de lutte lusitanienne. En Asie notamment, la découverte du Japon  au début des années 1540 enrichit les techniques du combat sans armes.
Deux courants se distinguent alors dans la pratique du pombo, correspondant aux deux dynamiques de l'expansion portugaise :
- le "courant de l’Intérieur", pratiqué par les aristocrates, chevaliers,
- moines et guerriers ; et celui "de l’Extérieur", pratiqué par les roturiers, aventuriers, corsaires, mercenaires, etc[4]. Organisés comme des sociétés secrètes, les deux courants disposent chacun d'un "Patriarche".

### L'Ordre des fils de la Lusitanieet le courant spirituel de laMère
Rapidement, les deux courants sont regroupés dans une structure unique appelée l'ordre du Christ, renommée Ordre des fils de la Lusitanie, dont les symboles sont la Sphère armillaire et la Croix du Christ du roi Emanuel Ier. Cette structure unique fonde une sixième "Tour-École", qui imprègne la classe moyenne et les forces armées, et donne naissance au courant Mère du pombo actuel.
Les sociétés de Luta Lusitana développent alors un pendant intellectuel et spirituel, voire ésotérique, sous l'influence des jésuites revenus de leurs missions en Orient. Au XVIIIe siècle et pendant les guerres contre la France, le mouvement est décimé. Le tremblement de terre de Lisbonne de 1755 fait un grand nombre de victimes au sein de l'Ordre des fils de la Lusitanie. Pris dans la politique de restauration de l'autorité de l’État, nombre de survivants sont expulsés du pays par le Marquis de Pombal, pourtant patriarche du "Courant Extérieur". D'autres fuient le pays lors des Invasions françaises du Portugal en 1807.

### Lepombosous la République portugaise et le courant spirituel duFils
Davantage politisée dans le contexte du mouvement culturel de la Renaissance portugaise, la sixième "Tour-École" pousse encore la Carbonaria à la Révolution de 1910, qui proclame la première République portugaise. Puis les structures officielles de Luta Lusitana semblent disparaître un temps dans le contexte instable de la Première Guerre mondiale et des désordres du début des années 1920 au Portugal.
À la veille du coup d’État militaire, en 1925, deux jeunes Maîtres d'armes, Maître Correiro et Maître Rahinho de la Beira Alta se retrouvent à Zamora, en Espagne. Les écoles de Luta Lusitana fusionnent à nouveau. João Tavares da Silva est nommé 53e Patriarche de l'Ordre des fils de la Lusitanie, avec le titre de Pombo. La fusion des écoles de lutte établit la septième "Tour-École", et le courant actuel du Fils.
Sous l'autorité de José Tavares da Silva, le titre de "Patriarche" devient héréditaire. Actuellement, l'initiation au pombo se poursuit, sous l'autorité de Maître José da Silva, qui porte les titres de 54e Patriarche et troisième Maître Pombo.